# Pétion-Ville
Pétion-Ville (erronément écrit Pétionville ou Petionville ; en créole haïtien : Petyonvil) est une commune d'Haïti, située dans le département de l'Ouest et dans l'arrondissement de Port-au-Prince.
Cette commune se situe dans la banlieue de Port-au-Prince, sur une colline surnommée « la coupe charbonnière » car elle fournissait une grande partie du charbon de bois à la ville. C'était un lieu de villégiature réputé.
Elle a été fondée en 1831 par le président Jean-Pierre Boyer, et a été nommée d’après Alexandre Pétion Sabes (1770-1818), reconnu comme l'un des quatre pères fondateurs du pays. Pétion-Ville devint à partir de la deuxième moitié du XIXe siècle la résidence de nombreux Port-au-Princiens qui venaient y chercher un peu de fraîcheur.
Le quartier est principalement résidentiel et touristique. En 2013, le recensement de la population indique 283 052 habitants, celui de 2015 donne 376 834 habitants. Pétion-Ville fait partie de la conurbation formée autour de la capitale Port-au-Prince. Pétion-Ville fait également partie de la zone métropolitaine de Port-au-Prince. C’est une des zones les plus aisées, où la majorité de l'activité touristique prend place, et l'une des parties les plus riches du pays. De nombreux diplomates, des hommes d'affaires étrangers, et un grand nombre de citoyens fortunés font des affaires et habitent Pétion-Ville. Malgré la distance de la capitale et l'affluence générale de Pétion-Ville, le manque de rigueur administrative dans la gestion de la ville a mené à la formation de bidonvilles sur les bords extérieurs de la région. Les habitants moins aisés migrent vers les montagnes et s’installent à la recherche d’opportunité d'emploi.

## Géographie
La commune de Pétion-ville est située dans les hauteurs de l'arrondissement de Port-au-Prince. Elle est limitée au nord par la commune de Tabarre, au nord-est, par Les Croix-des Bouquets, à l'ouest par la commune de Delmas, au sud par Port-au-Prince et à l'est par la commune de Kenscoff.

## Histoire

### Tremblement de terre de 2010
Le 12 janvier 2010, autour de 16 h 53, un séisme de magnitude 7,0 a frappé plusieurs régions de l’île d’Haïti, Pétion-Ville inclus. Le séisme a détruit de nombreux bâtiments à Port-au-Prince, et un grand nombre de maisons dans la région, y compris le fameux Hôtel Montana et plusieurs hôpitaux.
Le parcours de golf du Club de Pétion-Ville a été transformé en ville de tentes par l'armée américaine qui héberge aujourd'hui 50 000 à 80 000 Haïtiens. Après le tremblement de terre, les sans-abris se sont également réfugiés dans de nombreux lieux publics tels que la place Boyer et la place Saint-Pierre. De plus, le club de golf a été transformé en centre de chirurgie.
En février 2010, l'organisation humanitaire basée en Israël, IsraAid, a ouvert un centre d'éducation pour enfants dans le village de tentes de Pétion-Ville, en collaboration avec d'autres organismes, telle que l'Opération Blessing. Ce centre a été mis en place initialement dans les tentes de l'hôpital de campagne de l'armée israélienne mais commence maintenant à se disperser.
Le Muncheez, un restaurant de thème américain à Pétion-Ville, a été transformé par les propriétaires en soupe populaire pour la communauté. Ils ont servi environ 1 000 repas gratuits par jour,. Avant le séisme, la chaîne de restaurants était un endroit où peu de personnes pouvaient se permettre de manger puisque la grande majorité de la population vit avec de faibles revenus. Après le séisme, les propriétaires ont réalisé que la nourriture stockée dans les trois restaurants serait inconsommable avant qu'ils ne reviennent et ont décidé de tout donner. Les propriétaires ont distribué des bracelets bleus à travers Pétion-Ville, un bracelet pour un repas. Ils ont également transféré les 105 employés de ce site pour cuisiner. L'hôtel Montana a contribué en distribuant ce qu’il a pu récupérer dans ses congélateurs. Après le carburant, l'huile de cuisson et la nourriture ont commencé à manquer. Une flotte des parents, des propriétaires de la République dominicaine sont arrivés, financée par des dons, avec plus de nourriture et de carburant. USAID livrait le carburant, l'huile et la cuisson des aliments à cuire, et World Vision a fourni du boulghour et des lentilles. L'électricité a été rétablie à certains secteurs au début de février et la plupart au reste de la ville.
En outre, il y a eu un certain nombre de développements dans la région. Le village irlandais est un des aménagements les plus connus en ville. Ce pub est fréquenté par de nombreux membres aisés de la population haïtienne, y compris les membres du gouvernement.

## Culture

### Démographie
Pétion-Ville est une partie aisée d'Haïti, dans laquelle vivent de nombreux Haïtiens multiraciaux. Les avenues comme Laboule et Morne-Calvaire sont connues pour leurs manoirs. Il y a un fossé extrême, quasi féodal entre les riches et les pauvres en Haïti. Les quartiers fermés et gardés privés ressemblent à une version haïtienne de Beverly Hills. La plupart des résidents de Pétion-Ville sont nantis comparés aux résidents de la plupart des autres régions du pays. Pétion-Ville a plus de sécurité que le centre de Port-au-Prince, et, en général, que les autres grandes villes d'Haïti. La communauté est très stable, avec une vie nocturne animée et un centre d'affaires ayant une apparence de normalité occidentale.

### Établissements
La banlieue est remplie de boîtes de nuit, salons de beauté, salles de gym et restaurants français. L'hôtellerie et d’autres entreprises qui accueillent les touristes sont souvent fréquentées, et une grande partie de ces rencontres ont lieu la nuit. Les établissements accueillent souvent des personnalités expatriées et étrangères.
L’hôtel célèbre "El Rancho" est à Pétion-Ville,. Il a été construit à partir de la propriété privée d'Albert Silvera, un amateur de sport et collectionneur de voitures de luxe, qui a été l'un des pionniers de l'industrie hôtelière d'Haïti.
Le siège de l'Association des industries d'Haïti est en ville.

### Patrimoine
- Le Fort Jacques et le Fort Alexandre, construits au lendemain de l'indépendance sous la direction d'Alexandre Pétion, sont intégrés à un ensemble d'une vingtaine d'ouvrages militaires aménagés en prévision d'un éventuel retour des Français, anciens maîtres de la colonie de Saint-Domingue.

## Administration
La commune est composée des sections communales de :
- Montagne-Noire (dont le quartier « Thomassin »)
- Étang-du-Jonc
- Bellevue-Lamontagne
- Aux-Cadets
- Bellevue-Charbonnière
- Soisson-la-Montagne

Le maire de Pétion-Ville est monsieur Kesner Normil (intérimaire)[Quand ?].

## Personnalités
- Michel R. Doret (né à Pétion-Ville en 1938), poète et essayiste.
- Kesnel Dorléan (né à Pétion-Ville en 1989),  entrepreneur et influenceur haïtien.
- Jimmy Jean-Louis (né à Pétion-Ville en 1968), acteur et mannequin.
- Léon Laleau (né à Port-au-Prince en 1892 - mort à Pétion-Ville en 1977), poète et diplomate.
- Jean Price Mars (né à Grande-Rivière-du-Nord en 1876 - mort à Pétion-Ville en 1969), médecin et écrivain.
- Gérard Fortuné (né entre 1924 et 1933-2019), peintre.
- Jovenel Moïse (1968-2021), 58e président de la république d'Haïti, mort à Pétion-Ville le 7 juillet 2021.
- Maryse Narcisse (née à Pétion-Ville en 1958), candidate à l'élection présidentielle haïtienne de 2015.
- Léonie Coicou Madiou (née à Pétion-Ville en 1891), enseignante, actrice, militante politique et féministe haïtienne.